# Генеральний сеймик
Генеральний сеймик (пол. Sejmik generalny) — зібрання шляхти кількох воєводств, земель, для вироблення спільної позиції регіону на вальному сеймі. Зникли у 17 столітті, за винятком Пруського королівства. 
Існувало 6 генеральних сеймиків:
- Малопольський — у Новому Корчині
- Великопольський — у Колі
- Мазовський — у Варшаві
- Литовський — у Волковиську, а потім у Слонімі
- Руський — у Судовій Вишні
- Пруського королівства — у Мальборку або Грудзьондзі.